# Polskie Radio Wilno

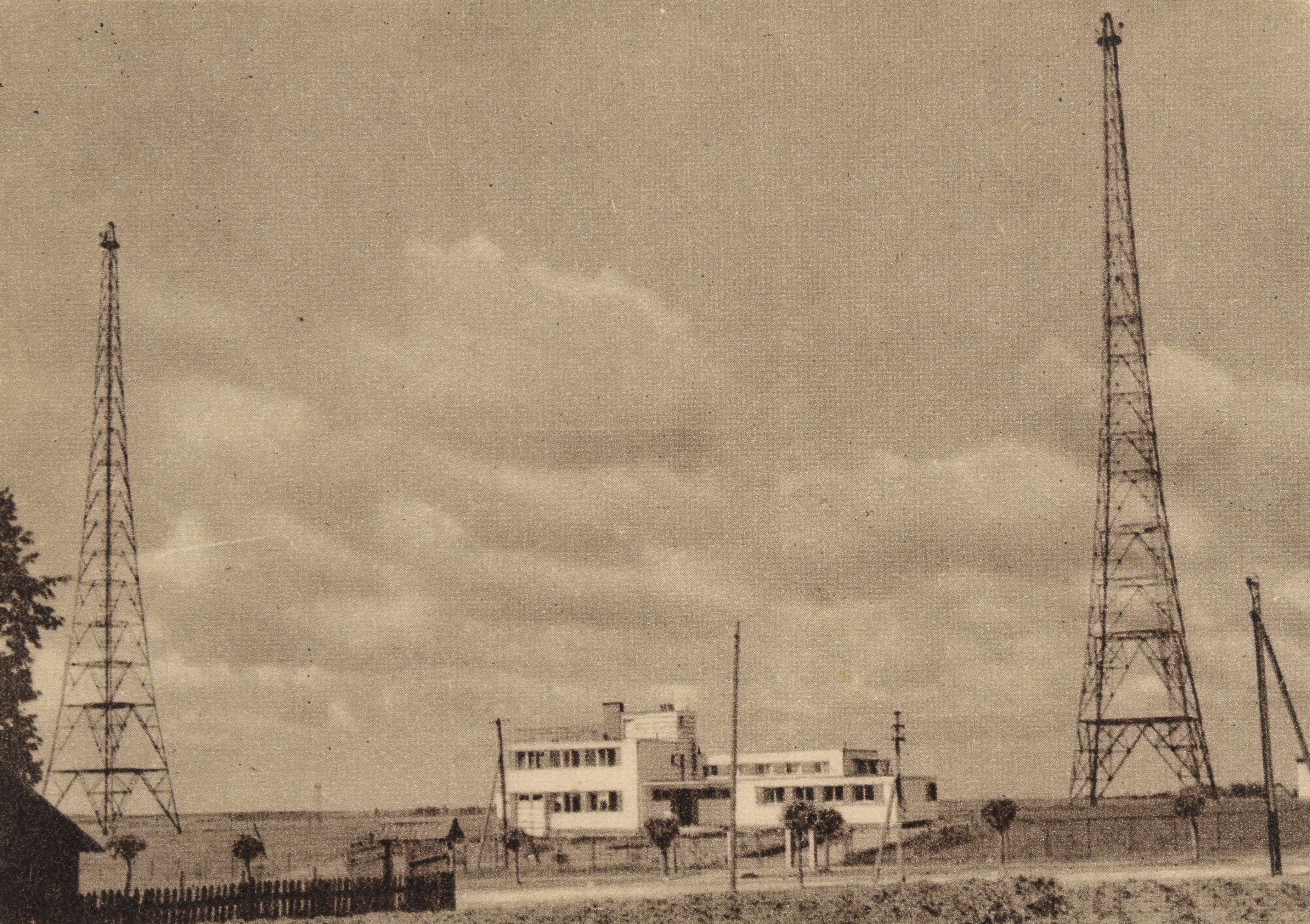
Stacja nadawcza Polskiego Radia Wilno na Lipówce, rok 1937

Polskie Radio Wilno – regionalna rozgłośnia Polskiego Radia działająca w latach 1928–1939 w Wilnie.

## Historia
W 1927 na Zwierzyńcu wynajęto budynek dla rozgłośni i wzniesiono dwa maszty 45-metrowe, na których rozpięto antenę. Pierwszym dyrektorem programowym rozgłośni był Witold Hulewicz. W latach 1936–1937 w rozgłośni pracował Czesław Miłosz. 
W latach 1927–1939 rozgłośnia codziennie transmitowała mszę z kaplicy w Ostrej Bramie w Wilnie. 
W 1937 dyrektorem rozgłośni był Janusz Żuławski.
Program nadawała do 16 września 1939. 
Pod władzą litewską program stacji w Wilnie został wznowiony 8 listopada 1939, natomiast pod władzą niemiecką program stacji, emitowany w językach niemieckim i polskim funkcjonował od lipca 1941 do marca 1942.

## Abonenci
Wykres opracowano na podstawie materiału źródłowego